# Bazailles
Bazailles är en kommun i departementet Meurthe-et-Moselle i regionen Grand Est (tidigare regionen Lorraine) i nordöstra Frankrike. Kommunen ligger i kantonen Villerupt som tillhör arrondissementet Briey. År 2022 hade Bazailles 148 invånare.

## Befolkningsutveckling
Antalet invånare i kommunen Bazailles
| Referens: INSEE |